# Franz Berwald

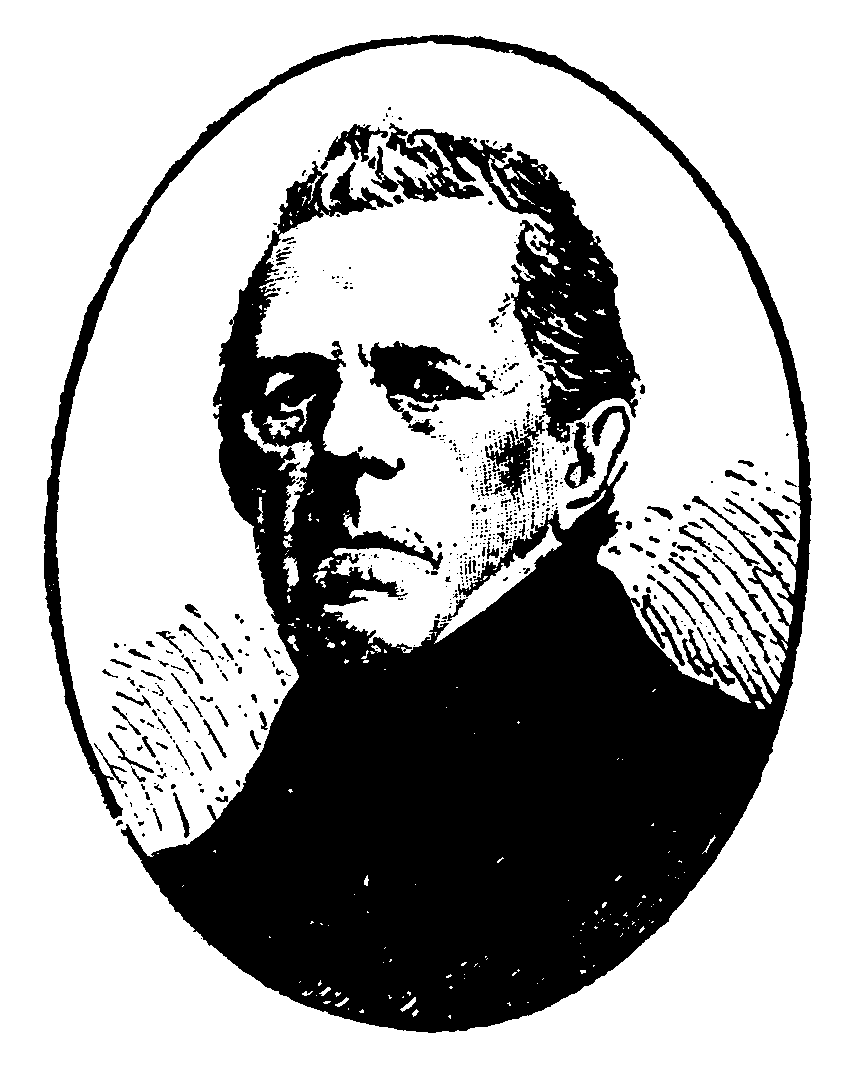
Berwald in het Nordisk familjebok

Franz Adolf Berwald (Stockholm, 23 juli 1796 – aldaar, 3 april 1868) was een Zweedse componist, muziekpedagoog en violist.

## Levensloop
Franz Berwald werd geboren in een Zweeds muzikantengezin van Duitse herkomst. Zijn vader Christian Friedrich Georg Berwald (1740-1825) was leerling van Franz Benda te Berlijn en van 1773 tot 1806 violist in de kapel van het Koninklijk Huis te Stockholm. Zijn broer Christian August Berwald (1798-1869) was eveneens violist en componeerde ook. Zijn neef Johan Fredrik Berwald (1787-1861) was dirigent en eveneens componist. Franz Berwald ontving de eerste vioollessen bij zijn vader en studeerde compositie bij Édouard Dupuy. Van 1821 tot 1828 was hij met twee onderbrekingen violist (later altviolist) in de kapel van het Koninklijk Theater.
De meeste vroege composities van Berwald zijn zoekgeraakt of ze zijn door hem zelf vernietigd. In zijn werken waren naar de mening van de Zweden te gedurfde harmonieën verwerkt en ze wezen de composities af. Toen zijn broer Christian August in 1821 zijn Vioolconcert ten gehore bracht, barstte het publiek zelfs in lachen uit tijdens het langzame deel. Na nog meer teleurstellingen in Zweden ging hij 1829 naar Berlijn. Daar werkte hij als orthopeed en stichtte in 1835 een orthopedisch instituut. In 1841 ging hij naar Wenen en huwde daar Mathilde Scherer. Daar schreef hij ook zijn bekendste werken, de vier symfonieën en zijn symfonische gedichten.
Ook na zijn terugkeer naar Stockholm in 1842 werd hij door de zeer conservatieve Zweedse muziekwereld teleurgesteld. Slechts een van zijn symfonieën heeft hij in zijn vaderland gehoord, de Sinfonie sérieuse, maar de uitvoering onder zijn neef Johan Fredrik Berwald was naar zijn opvatting miserabel. Van 1846 tot 1849 maakte hij een reis door Europa. In Parijs had hij geen succes, wel werd hij in 1847 erelid van het Mozarteum in Salzburg.
Na zijn terugkeer in Zweden heeft hij 15 jaar moeten wachten op een baan in het Zweedse muziekonderwijs. In deze periode was hij directeur van een glasfabriek en schreef vooral veel kamermuziek. In 1864 werd hij lid van de Koninklijke muziekacademie en in 1866 werd hij drager van de Nordstjärneorden (Orde van de Poolster) als erkenning van zijn muzikale prestaties. In 1867, één jaar voor zijn dood, kreeg hij na veel tegenwerking de titel 'professor' voor compositie. Pas na persoonlijk ingrijpen van de Zweedse koninklijke familie werd deze benoeming bekrachtigd. Hij kreeg eindelijk erkenning, maar eigenlijk te laat: aan de vele opdrachten voor composities die hij nu kreeg, kon hij door zijn dood ten gevolge van longontsteking niet meer voldoen.
Pas vele jaren na zijn dood werden de 4e, 3e en 2e Symfonie voor het eerst uitgevoerd, de laatstgenoemde zelfs pas in 1914. Ook zijn opera's werden tijdens zijn leven maar nauwelijks op de planken gebracht. Tegenwoordig wordt Berwald beschouwd als de belangrijkste Zweedse componist van de 19de eeuw.

## Composities

### Werken voor orkest

#### Symfonieën
- 1820 Symfonie in A (fragment)
- 1842 Symfonie nr.1 in g Sinfonie sérieuse
- 1842 Symfonie nr.2 in D Sinfonie capricieuse
- 1845 Symfonie nr.3 in C Sinfonie singulière
- 1845 Symfonie nr.4 in Es Sinfonie naïve

#### Concerten
- 1816 Thema en variaties in Bes majeur, voor viool en orkest
- 1817 Concert in E voor 2 violen en orkest
- 1820 Concert cis voor viool en orkest
- 1827 Concertstuk in F voor fagot en orkest
- 1855 Concert in D voor piano en orkest

#### Andere orkestwerken
- 1828 Slaget vid Leipzig
- 1841 Elfenspeel
- 1841 Fuga in Es majeur
- 1842 Ernste und heitere Grillen
- 1842 Erinnerung an die Norwegischen Alpen
- 1842 Bayaderen-Fest
- 1842 Wettlauf
- 1843 Stor polonaise (Grand polonaise)

### Werken voor harmonieorkest
- Revue-Mars

### Missen, cantates en gewijde muziek
- 1821 Kantat i anledning av högtidligheterna
- 1823 Kantat författad i anledning av HKH Kronprinsessans ankomst till Sverige och höga förmälning
- 1847 Ein ländliches Verlobungsfest in Schweden. Cantate

### Muziektheaterwerken

#### Opera's
| Voltooid in | titel                                              | aktes   | première                                               | libretto                                                                                                  |
| ----------- | -------------------------------------------------- | ------- | ------------------------------------------------------ | --- |
| 1829        | Leonida                                            |         |                                                        | |
| 1841/1848   | Estrella de Soria                                  | 3 aktes | 9 april 1862, Stockholm, Koninklijk Dramatisch Theater | Otto Prechtler                                                                                            |
| 1864        | Drottningen av Golconda (De Koningin van Golconda) | 3 aktes | 3 april 1968, Stockholm, Koninklijk Dramatisch Theater | de componist en Ludvig Josephson, naar Jean-Baptiste-Charles Vial en Edmond-Guillaume-François de Favière |

#### Operettes
| Voltooid in | titel                                     | aktes   | première                                                           | libretto                |
| ----------- | ----------------------------------------- | ------- | ------------------------------------------------------------------ | ----------------------- |
| 1843        | Jag går i kloster (Ik ga in het klooster) | 2 aktes | 2 december 1843, Stockholm, Koninklijk Dramatisch Theater          | de componist            |
| 1843/1845   | Modehandlerskan                           | 3 aktes | 26 maart 1845, Stockholm, Koninklijk Dramatisch Theater            | de componist en anderen |
| 1847        | Een verlovingsfeest op het land in Zweden | 1 akte  | 26 januari 1847, Wenen, Theater an der Wien (concertante première) | Otto Prechtler          |

### Kamermuziek
- 1857-1860 Duo voor viool en piano in D majeur
- 1858 Duo voor cello (of viool) en piano in Bes majeur
- 1816 Duo Concertante voor 2 violen in A majeur
- 1818 Kwartet voor strijkers Nr. 1 in g mineur
- 1849 Kwartet voor strijkers Nr. 2 in a mineur
- 1849 Kwartet voor strijkers Nr. 3 in Es majeur
- 1819 Kwartet in Es majeur voor piano, klarinet, hoorn en fagot
- 1853 Pianokwintet Nr. 1 c mineur
- 1850-1857 Pianokwintet Nr. 2 in A majeur
- 1845 Pianotrio in C majeur
- 1849 Pianotrio Nr. 1 in Es majeur
- 1851 Pianotrio Nr. 2 in f mineur
- 1851 Pianotrio Nr. 3 in d mineur
- 1853 Pianotrio Nr. 4 in C majeur
- 1828 Septet voor houtblazers, hoorn en strijkers in Bes majeur
- Enkele pianostukken

### Vocale muziek
- 1845 Gustaf Adolph den stores seger och död vid Lützen
- 1846 Nordiska fantasibilder
- 1849 Gustaf Wasas färd till Dalarna
- 1864 Apoteos
- Andere koorwerken alsook een aantal liederen

### Boeken
- Erling Lomnas, Ingmar Bengtsson, Nils Castegren: Franz Berwald. Die Dokumente seines Lebens, Franz Berwald: Sämtliche Werke: Supplement; Monumenta Musicae Svecicae, Kassel, Basel: Bärenreiter 1979. XIII, 744 S.
- Ingvar Andersson: Franz Berwald, Stockholm, Norstedt, 1970, 300 p.
- Robert Layton: Franz Berwald, a critical study, voorwoord van Gerald Abraham, London: Blond 1959. 189 S.

### Artikelen en brochures
- Hans Eppstein: Franz Berwalds septett : fakta och frågor kring verkets tillkomst, Svensk Tidskrift för Musikforskning. 67 (1985), S. 53-58.
- Hans Eppstein: Till uppförandet av en nyfunnen finalsats till Franz Berwalds septett, Lodet och spjutspetsen. Stockholm 1985. S. 256-259.
- Hans Eppstein: Svensk Tidskrift för Musikforskning. 63 (1981), S. 71-73.
- Walter Lessing: Die Sinfonien von Franz Berwald - Eine Sendereihe im Südwestfunk Baden-Baden, Baden-Baden: Südwestfunk 1983. 49 Bl.
- Anna Johnson: Berwald and "the Queen of Golconda", Musical Times, 123 (1982), S. 17-19.
- Nils Castegren: Franz Berwalds kompositionselever vid Musikkonservatoriet 1867-68, Svensk Tidskrift för Musikforskning. 56, 1 (1974), S. 19-30.
- Nils Castegren: Musikaliska konstföreningen och Franz Berwald. Bidrag till kännedomen om offentliggörandet av Franz Berwalds verk intill 1911, Svensk Tidskrift för Musikforskning. 35 (1953), S. 131-144.
- Klaus Hinrich Stahmer: Ein Beitrag Berwalds zur romantischen Sonatenform. - Das Duo für Violoncello und Klavier (1858), Svensk Tidskrift för Musikforskning. 59, 2 (1977), S. 23-33.
- Bonnie Hammar: Oväntat Berwaldfynd : ungdomsopera hittad., Musikrevy. 28 (1973), S. 198-200.
- Gustaf Hilleström: Svenska ledamöter, in: Matrikel 1771-1971 : Kungl. Musikaliska Akademien, Strängnäs: Nordiska Musikförlaget i distribution, 1971, 286 p.
- Gils Olsson Nordberg: Franz Berwald och Borabalen 1843 vid Carl XIV Johans regeringsjubileum, Musikrevy. 26 (1971), S. 72-74.
- Ingvar Andersson: Franz Berwald. (Svenska akademiens minnesteckningar.) 2. Källhänvisningar och personregister. Diskogr. utarb. av C.-G. Steilan Mörner, Stockholm: Norstedt 1971. 84 S.
- Kerstin Linder: Sinfoniker zwischen Beethoven und Brahms. Vor hundert Jahren ist Franz Berwald gestorben, Musica. 22 (1968), S. 90-91.
- Gils Olsson Nordberg: En dansk nekrolog i anledning av Franz Berwalds död, Musikrevy. 23 (1968), S. 263-268.
- Sten Broman: Franz Berwalds stamträd, Svensk Tidskrift för Musikforskning. 50 (1968), S. 7-50.
- Sten Broman: Franz Berwalds septett, Röster i radio, no, nr. . 41., 1945
- Sten Broman: Berwalds instrumentalmusik före 1830 : en kort översikt. 1-3, Musikvärlden, vol. 1, no. 3, 1945, p. 2-6; Musikvärlden, vol. 1, no. 8, 1945, p. 20-23; Musikvärlden, vol. 2, no. 1, 1946, p. 9-14
- Sten Broman: De kapriciosa symfonierna : en översikt över Berwaldsymfoniornas tillkomst, Röster i radio, no, nr. . 33., 1944
- Sten Broman: Berwalds f-moll-trio, Röster i radio, no, nr. . 23, 1943
- Sten Broman: Berwaldjubileet, Sydsvenska Dagbladet Snällposten, 3 Apr 1943
- Sten Broman: Ett märkligt Berwald-verk - (a : stråkkvartetten i g-moll), Sydsvenska Dagbladet Snällposten, 30 Oct 1942
- Sten Broman: Franz Berwalds märkliga septett, Sydsvenska Dagbladet Snällposten, 8 Apr 1936
- Bertil Berthelson: Kring "Drottningen av Golconda, Musikrevy. 23 (1968), S. 259-262.
- Ingmar Bengtsson: Briefe Franz Berwalds an Julius Schuberth, Musik und Verlag. 1968. S. 152-158.
- Ingmar Bengtsson: Franz Berwald från vaggan till graven : en kronologisk tabell, Musikrevy. 23 (1968), S. 247-252.
- Ingemar Schmidt: Det blommar för Berwald, Musikrevy. 23 (1968), S. 273-276.
- Martin Tegen: Berun på Berwalds tid, Musikrevy. 23 (1968), S. 253-256.
- Erich Brull: Sinfonie singuliere. Information über Berwald, Musik und Gesellschaft. 18 (1968), S. 246-254.
- Robert Layton: Berwald's chamber music, Musical Times, 109 (1968), S. 319-321.
- Donald Mackridge: My quest for Berwald, The Strad. 76 (1966), S. 365-369.
- Zenei lexikon, Budapest: Zenemukiado Vallalat, 1965
- Svensk musik for Orkester : komponerad och : eller utgiven 1964-74, Stockholm: Swedish Music Information Centre, 1964-74, 38 p.
- Ake Brandel: Släkten Berwald : dess tidigare historia och dess verksamhet i Ryssland, Svensk Tidskrift för Musikforskning. 43 (1961), S. 89-97.
- Ake Brandel: Våra Berwaldar, Musikrevy. 15 (1960), S. 283-285.
- Kathleen Dale: Un sinfonista sueco : Franz Adolf Berwald, Boletin de programas. 19 (1960) Nos. 195-196, S. 22-24.
- Folke H. Törnblom: Franz Berwald : schwedischer Symphoniker, Musikrevy. 14 (1959) Nr. 3 extra, S. 18-21.
- Folke H. Törnblom, Robert Layton: Berwald, Stockholm: Bonnier 1956. 177 S.
- Folke H. Törnblom: Franz Berwald : Swedish symphonist., Musikrevy International. 1954. S. 8-10.
- Albert Wiberg: Franz Berwald som tidskriftsredaktör, Svensk Tidskrift för Musikforskning. 36 (1954), S. 104-126.
- Albert Wiberg: Berwalds musikaliska lånebibliotek, Vår sång, vol. 11, 1938, p. 33-35
- Joaquín Pena, Higinio Anglés, Miguel Querol Gavalda: Diccionario de la Música LABOR, Barcelona: Editorial Labor, 1954, 2V, 2318P.
- Arvid Baeckström: Franz Berwalds sista replik i hans första tidningspolemik, Svensk Tidskrift för Musikforskning. 32 (1950), S. 195-197.
- Axel Hambraeus: Franz Adolf Berwald, in: Mästare i tonernas värld., 3: e uppl., Uppsala: 1945
- Theodore Baker: Baker's biographical dictionary of musicians - Fourth edition, New York: G. Schirmer, 1940

- Franz Berwald, Göteborgs Handels- och Sjöfartstidning, 28 Feb 1931
- Franz Berwald, Hvar 8 Dag, vol. 32, no. 21, 33, 1930
- Tobias Norlind: Allmänt musiklexikon, Stockholm: Wahlström & Widstrand, 1927-28, 2V p.
- Einar Sundstrom: Till kännedomen om Franz Berwalds operaplaner, Svensk tidskrift för musikforskning, vol. 9, 1927, p. 195-200
- Wilhelm Peterson-Berger: Ett svenskt tondiktaröde. Franz Berwald, Musikkultur, vol. 1, 1926, p. 5-7
- Olallo Morales: Franz Berwald, Musik [Oslo], 1925, p. 257-260
- Olallo Morales: Franz Berwald. Forfaderna. Ur en outgiven Berwaldbiografi, Svensk tidskrift för musikforskning, vol. 3, 1921, p. 52-62
- Adolf Hillman: Franz Berwald : en biografisk studie, Stockholm: 1920, 193 s.
- Lina Lagerbielke: Franz Berwald (1796-1868), in: Svenska tonsättare., Stockholm: 1908
- Eugene Rapin: Histoire du piano et des pianistes, Bologna: Forni Editore, 1904
- A. Lindgren: Franz Berwald, in: Musikaliska studier., Stockholm: 1896
- A. Lindgren: Franz Berwald, in: Skandinaviska Signaler för Musik 1894, 1894
- A. Lindgren: Franz Berwalds Estrella do Soria, Svensk Musiktidning, vol. 3, 1883, p. 179-180
- Ett bref från Franz Liszt till Franz Berwald, Svensk Musiktidning, vol. 14, 1894, p. 59-60
- L. Norman: Franz Berwald, Svensk Musiktidning, vol. 1, 1881, p. 133-135

### Naslag
- Jozef Robijns, Miep Zijlstra: Algemene muziek encyclopedie, Haarlem: De Haan, 1979-1984, ISBN 978-90-228-4930-9
- Piero Sonti: Repertorio di musica sinfonica - Gli autori, le composizioni dal Seicento a oggi, Ricordi, 2001, 1060 p., ISBN 978-88-09-02255-3
- Wolfgang Suppan, Armin Suppan: Das Neue Lexikon des Blasmusikwesens, 4. Auflage, Freiburg-Tiengen, Blasmusikverlag Schulz GmbH, 1994, ISBN 3-923058-07-1
- Wolfgang Suppan: Das neue Lexikon des Blasmusikwesens, 3. Auflage, Freiburg-Tiengen, Blasmusikverlag Schulz GmbH, 1988, ISBN 3-923058-04-7
- Wolfgang Suppan: Lexikon des Blasmusikwesens, 2. eränzte und erweiterte Auflage, Freiburg-Tiengen, Blasmusikverlag Fritz Schulz, 1976
- Paul E. Bierley, William H. Rehrig: The heritage encyclopedia of band music : composers and their music, Westerville, Ohio: Integrity Press, 1991, ISBN 0-918048-08-7
- Wulf Konold, Alfred Beaujean, Barbara Adelcker, Klaus Döge: Lexikon Orchestermusik : Romantik, Mainz: Schott, vol.1, "A-H", 1989. 334 p., ISBN 3-7957-8226-0; vol.2, "I-R", 1989. 353 p., ISBN 3-7957-8227-9; vol.3, "S-Z", 1989. 368 p., ISBN 3-7957-8228-7
- Ingeborg Allihn: Konzertbuch : kammermusik A-G, Leipzig: VEB Deutscher Verlag fur Musik, 1988
- Stig Jacobsson: Svenska Tonsättare Diskografi, Stockholm: Rikskonserter, 1985, 266 p.
- Franz Stieger: Opernlexikon - Teil II: Komponisten. 1, Band A-F, Tutzing: Hans Schneider, 1975-1983, 371 p., ISBN 3-7952-0203-5
- Franz Stieger: Opernlexikon - Teil II: Komponisten. 2, Band G-M, Tutzing: Hans Schneider, 1975-1983, 373-772 p., ISBN 3-7952-0228-0
- Gösta Morin, Carl-Allan Moberg, Einar Sundström: Sohlmans musiklexikon - 2. rev. och utvidgade uppl., Stockholm: Sohlman Förlag, 1975-1979, 5 v.
- Gösta Morin, Carl-Allan Moberg, Einar Sundström: Sohlmans musiklexikon : nordiskt och allmänt upplagsverk för tonkonst, musikliv och dans, Stockholm: Sohlmans Förlag, (1951-)
- Arne Aulin, Herbert Connor: Svensk musik : Från vallåt till Arnljot, Lund: Bonniers, 1974, 544 p.
- John H. Yoell, Antal Dorati: The nordic sound : explorations into the music of Denmark, Norway, Sweden, Boston: Crescendo Publishing Co., [1974], viii, 264 p.
- Katalog över Svensk instrumentalmusik, Stockholm: Swedish Music Information Centre, 1971, 54 p.
- Marc Honneger: Dictionnaire de la musique, Paris: Bordas, 1970-76
- Per Olof Lundahl: Katalog over Svensk Vokalmusik, Stockholm: Swedish Music Information Centre, 1968, 160 p.
- Walter Salmen, Gabriele Busch-Salmen: Musiker im Porträt, München: C. H. Beck, 1982-1984, 5 Bände p. (I. "Von der Spätantike bis 1600", 1982., 200 S.: ISBN 3-406-08450-8; II. "Das 17. Jahrhundert", 1983., 184 S.: ISBN 3-406-08451-6; III. "Das 18. Jahrhundert", 1983., 186 S.: ISBN 3-406-08452-4; IV. "Das 19. Jahrhundert", 1983., 187 S.: ISBN 3-406-08453-2; V. "Das 20. Jahrhundert", 1984., 191 S.: ISBN 3-406-08454-0)
- Robert Simpson: The symphony, Vol. 1: Haydn to Dvorak, Harmondsworth, Middlesex: Penguin Books, 1967
- Theodore Baker, Alfred Remy: Baker's biographical dictionary of musicians, Third edition, New York: G. Schirmer, 1919, 1094 p.
- Theodore Baker: Biographical dictionary of musicians, New York: G. Schirmer, 1900, 653 p.
- Per Lindfors: Blad ur svensk musikhistoria. 4., Vår sång, vol. 12, 1939, p. 30-31
- Paul Frank, Wilhelm Altmann: Kurzgefasstes Tonkünstler Lexikon : für Musiker und Freunde der Musik, Regensburg: Gustave Bosse, 1936, 730 p.

- Biblioteca Nacional de España: XX5104338
- Bibliothèque nationale de France: cb125626073 (data)
- CiNii: DA08302670
- Gemeinsame Normdatei: 118510177
- International Standard Name Identifier: 0000 0001 1062 3795
- Library of Congress Control Number: n81015467
- Nationale Bibliotheek van Letland: 000035009
- MusicBrainz: 0b29ec37-88bd-4e20-bd29-6717450effb4
- Bibliotheek van het Japanse parlement: 01040712
- Nationale Bibliotheek van Tsjechië: ola2002153114
- Nationale Bibliotheek van Israël: 987007282838405171
- Nationale Bibliotheek van Polen: a0000001932312
- Nederlandse Thesaurus van Auteursnamen: 073180653
- Istituto Centrale per il Catalogo Unico: MUSV007167
- LIBRIS: 178153
- SNAC: w6sj2s6f
- Système universitaire de documentation: 034925406
- Trove: 1023856
- Virtual International Authority File: 51806634
- WorldCat: E39PBJw8Xbymq4BC9DxKJwWRrq